# Голи-Бридж
Голи-Бридж (англ. Gauley Bridge) — город в округе Фейетт, штат Западная Виргиния (США). По данным переписи за 2010 год число жителей города составляло 614 человек, по оценке Бюро переписи США в 2015 году в городе проживало 595 человек. 

## Географическое положение
Голи-Бридж находится в центре штата Западная Виргиния на слиянии рек Нью-Ривер и Голи в Канову. По данным Бюро переписи населения США город имеет общую площадь в 4,22 км² (4,09 км² — суша, 0,13 км² — вода).

### Транспорт
Основные автомобильные дороги города пересекаются на мосту через реку Голи:
- US 60 (англ. US Highway 60) подходит к Голи-Бридж с запада (со стороны Глен-Ферриса), идёт вдоль реки Кановы.
- Дорога 16 штата Западная Виргиния[англ.] отходит от Голи-Бридж в сторону Чарлстона.
- Дорога 39 штата Западная Виргиния[англ.] начинается в Голи-Бридж, идёт до восточной границы штата.

## История
Заселение территории будущего города началось в начале XIX века. Населённый пункт был известен как Кинкейдс-Ферри до 1822 года. 7 сентября 1835 года в поселении была построена баптистская церковь Голи-Бридж. Современное название города произошло от словосочетания Gauley Bridge (мост на реке Голи), которым называли деревянный крытый мост рядом с населённым пунктом. Во время Гражданской войны город захватывали 3 раза, за это время мост Голи был сожжён 2 раза. 
В 1930-х годах город стал известен из-за строительства дамбы Хоук-Нест и туннеля. В годы депрессии на строительство съехалось большое количество рабочих, они копали туннель под горой Голи, длинной около 5 км. Вскоре после начала работ, рабочие начали умирать от силикоза. Это была одна из крупнейших промышленных катастроф в истории США, приведшая к смерти более 400 человек. Голи-Бридж был инкорпорирован 8 сентября 1978 года. 15 мая 1980 года железнодорожная станция K&M была включена в национальный реестр исторических мест США.

## Население
По данным переписи 2010 года население Голи-Бридж составляло 614 человек (из них 48,4 % мужчин и 51,6 % женщин), в городе было 279 домашних хозяйств и 159 семей. На территории города была расположена 361 постройка со средней плотностью 88,3 построек на один квадратный километр суши. Расовый состав: белые — 98,9 %, коренные американцы (индейцы) — 0,3 %.
Население города по возрастному диапазону по данным переписи 2010 года распределилось следующим образом: 19,4 % — жители младше 18 лет, 3,9 % — между 18 и 21 годами, 59,4 % — от 21 до 65 лет и 17,3 % — в возрасте 65 лет и старше. Средний возраст населения — 43,5 лет. На каждые 100 женщин в Голи-Бридж приходилось 93,7 мужчин, при этом на 100 совершеннолетних женщин приходилось уже 88,2 мужчин сопоставимого возраста.
Из 279 домашних хозяйств 57,0 % представляли собой семьи: 34,8 % совместно проживающих супружеских пар (11,5 % с детьми младше 18 лет); 16,5 % — женщины, проживающие без мужей и 5,7 % — мужчины, проживающие без жён. 43,0 % не имели семьи. В среднем домашнее хозяйство ведут 2,20 человека, а средний размер семьи — 2,87 человека. В одиночестве проживали 37,6 % населения, 18,3 % составляли одинокие пожилые люди (старше 65 лет).

## Экономика
В 2014 году из 490 человек старше 16 лет имели работу 226. При этом мужчины имели медианный доход в 31 250 долларов США в год против 20 000 долларов среднегодового дохода у женщин. В 2014 году медианный доход на семью оценивался в 35 536 $, на домашнее хозяйство — в 33 542 $. Доход на душу населения — 16 329 $ в год.